# Noel Beresford-Peirse
Pour les articles homonymes, voir Beresford.
Noel Monson de la Poer Beresford-Peirce (22 décembre 1887 – 14 janvier 1953), est un officier britannique.
À la sortie de l'Académie royale militaire de Woolwich il est nommé dans l'Artillerie.

## Première Guerre mondiale
Beresford-Peirse sert durant la Première Guerre mondiale en Mésopotamie, France et en Belgique.

## Seconde Guerre mondiale
Au début de la Seconde Guerre mondiale, Beresford-Peirce commande l'artillerie de la 4e division d'infanterie indienne, à l'époque basée en Égypte. Il est nommé commandant de la division en août 1940 et la dirige en Afrique du Nord (opération Compass) et au Soudan (campagne d'Afrique de l'Est).
Le 14 avril 1941, il est nommé commandant de la Western Desert Force (renommée plus tard 13e corps britannique), en remplacement de Godwin-Austen. Il commande les forces britanniques au Soudan d'octobre 1941 à avril 1942 date à laquelle il prend la tête du 15e corps indien et ensuite la Southern Army (en) en Inde.

## Distinctions
- Chevalier commandeur de l'ordre de l'Empire britannique (KBE), Royaume-Uni (1941)
- Compagnon de l'ordre du Bain, Royaume-Uni (1943)
- Compagnon du Distinguished Service Order (DSO - 1918)
- deux citations (Mentioned in Despatch) en 1941